# Lista över olympiska medaljörer i badminton
Det här är en komplett lista över alla medaljörer i badminton vid olympiska spelen från 1992 till 2024.

## Medaljörer

### Damer

#### Singel
| Spel                | Guld                    | Silver                        | Brons                               |
| Barcelona 1992      | Susi Susanti Indonesien | Bang Soo-hyun Sydkorea        | Huang Hua Kina Tang Jiuhong Kina    |
| Atlanta 1996        | Bang Soo-hyun Sydkorea  | Mia Audina Indonesien         | Susi Susanti Indonesien             |
| Sydney 2000         | Gong Zhichao Kina       | Camilla Martin Danmark        | Ye Zhaoying Kina                    |
| Aten 2004           | Zhang Ning Kina         | Mia Audina Nederländerna      | Zhou Mi Kina                        |
| Peking 2008         | Zhang Ning Kina         | Xie Xingfang Kina             | Maria Kristin Yulianti Indonesien   |
| London 2012         | Li Xuerui Kina          | Wang Yihan Kina               | Saina Nehwal Indonesien             |
| Rio de Janeiro 2016 | Carolina Marín Spanien  | P.V. Sindhu Indien            | Nozomi Okuhara Japan                |
| Tokyo 2020          | Chen Yufei Kina         | Tai Tzu-ying Kinesiska Taipei | P.V. Sindhu Indien                  |
| Paris 2024          | An Se-young Sydkorea    | He Bingjiao Kina              | Gregoria Mariska Tunjung Indonesien |

#### Dubbel
| Spel                | Guld                                      | Silver                                           | Brons                                                         |
| Barcelona 1992      | Sydkorea Hwang Hye-young, Chung So-young  | Kina Guan Weizhen, Nong Qunhua                   | Sydkorea Gil Young-ah, Shim Eun-jung Kina Lin Yanfen, Yao Fen |
| Atlanta 1996        | Kina Ge Fei, Gu Jun                       | Sydkorea Gil Young-ah, Jang Hye-ock              | Kina Qin Yiyuan, Tang Yongshu                                 |
| Sydney 2000         | Kina Ge Fei, Gu Jun                       | Kina Huang Nanyan, Yang Wei                      | Kina Gao Ling, Qin Yiyuan                                     |
| Aten 2004           | Kina Zhang Jiewen, Yang Wei               | Kina Huang Sui, Gao Ling                         | Sydkorea Ra Kyung-min, Lee Kyung-won                          |
| Peking 2008         | Kina Du Jing, Yu Yang                     | Sydkorea Lee Kyung-won, Lee Hyo-jung             | Kina Zhang Yawen, Wei Yili                                    |
| London 2012         | Kina Tian Qing, Zhao Yunlei               | Japan Mizuki Fujii, Reika Kakiiwa                | Ryssland Valeria Sorokina, Nina Vislova                       |
| Rio de Janeiro 2016 | Japan Ayaka Takahashi, Misaki Matsutomo   | Danmark Christinna Pedersen, Kamilla Rytter Juhl | Sydkorea Jung Kyung-eun, Shin Seung-chan                      |
| Tokyo 2020          | Indonesien Greysia Polii, Apriyani Rahayu | Kina Chen Qingchen, Jia Yifan                    | Sydkorea Kim So-yeong, Kong Hee-yong                          |
| Paris 2024          | Kina Chen Qingchen Jia Yifan              | Kina Liu Shengshu Tan Ning                       | Japan Nami Matsuyama Chiharu Shida                            |

### Herrar

#### Singel
| Spel                | Guld                           | Silver                      | Brons                                                      |
| Barcelona 1992      | Alan Budikusuma Indonesien     | Ardy Wiranata Indonesien    | Thomas Stuer-Lauridsen Danmark Hermawan Susanto Indonesien |
| Atlanta 1996        | Poul-Erik Høyer Larsen Danmark | Dong Jiong Kina             | Rashid Sidek Malaysia                                      |
| Sydney 2000         | Ji Xinpeng Kina                | Hendrawan Indonesien        | Xia Xuanze Kina                                            |
| Aten 2004           | Taufik Hidayat Indonesien      | Shon Seung-mo Sydkorea      | Sony Dwi Kuncoro Indonesien                                |
| Peking 2008         | Lin Dan Kina                   | Lee Chong Wei Malaysia      | Chen Jin Kina                                              |
| London 2012         | Lin Dan Kina                   | Lee Chong Wei Malaysia      | Chen Long Kina                                             |
| Rio de Janeiro 2016 | Chen Long Kina                 | Lee Chong Wei Malaysia      | Viktor Axelsen Danmark                                     |
| Tokyo 2020          | Viktor Axelsen Danmark         | Chen Long Kina              | Anthony Sinisuka Ginting Indonesien                        |
| Paris 2024          | Viktor Axelsen Danmark         | Kunlavut Vitidsarn Thailand | Lee Zii Jia Malaysia                                       |

#### Dubbel
| Spel                | Guld                                    | Silver                                | Brons                                                          |
| Barcelona 1992      | Sydkorea Kim Moon-soo, Park Joo-bong    | Indonesien Eddy Hartono, Rudy Gunawan | Kina Li Yongbo, Tian Bingyi Malaysia Razif Sidek, Jalani Sidek |
| Atlanta 1996        | Indonesien Rexy Mainaky, Ricky Subagja  | Malaysia Cheah Soon Kit, Yap Kim Hock | Indonesien Antonius Ariantho, Denny Kantono                    |
| Sydney 2000         | Indonesien Tony Gunawan, Candra Wijaya  | Sydkorea Lee Dong-soo, Yoo Yong-sung  | Sydkorea Ha Tae-kwon, Kim Dong-moon                            |
| Aten 2004           | Sydkorea Kim Dong-moon, Ha Tae-kwon     | Sydkorea Lee Dong-soo, Yoo Yong-sung  | Indonesien Eng Hian, Flandy Limpele                            |
| Peking 2008         | Indonesien Markis Kido, Hendra Setiawan | Kina Cai Yun, Fu Haifeng              | Sydkorea Lee Jae-jin, Hwang Ji-man                             |
| London 2012         | Kina Cai Yun, Fu Haifeng                | Danmark Mathias Boe, Carsten Mogensen | Sydkorea Jung Jae-sung, Lee Yong-dae                           |
| Rio de Janeiro 2016 | Kina Zhang Nan, Fu Haifeng              | Malaysia Goh V Shem, Tan Wee Kiong    | Storbritannien Chris Langridge, Marcus Ellis                   |
| Tokyo 2020          | Kinesiska Taipei Lee Yang, Wang Chi-lin | Kina Li Junhui, Liu Yuchen            | Malaysia Aaron Chia, Soh Wooi Yik                              |
| Paris 2024          | Kinesiska Taipei Lee Yang Wang Chi-lin  | Kina Liang Weikeng Wang Chang         | Malaysia Aaron Chia Soh Wooi Yik                               |

### Mixed
| Spel                | Guld                                     | Silver                                     | Brons                                     |
| Atlanta 1996        | Sydkorea Kim Dong-moon, Gil Young-ah     | Sydkorea Park Joo-bong, Ra Kyung-min       | Kina Liu Jianjun, Sun Man                 |
| Sydney 2000         | Kina Zhang Jun, Gao Ling                 | Indonesien Tri Kusharyanto, Minarti Timur  | Storbritannien Simon Archer, Joanne Goode |
| Aten 2004           | Kina Zhang Jun, Gao Ling                 | Storbritannien Nathan Robertson, Gail Emms | Danmark Jens Eriksen, Mette Schjoldager   |
| Peking 2008         | Sydkorea Lee Yong-dae, Lee Hyo-jung      | Indonesien Nova Widianto, Lilyana Natsir   | Kina He Hanbin, Yu Yang                   |
| London 2012         | Kina Zhang Nan, Zhao Yunlei              | Kina Xu Chen, Ma Jin                       | Danmark J. Fischer Nielsen, C. Pedersen   |
| Rio de Janeiro 2016 | Indonesien Tontowi Ahmad, Lilyana Natsir | Malaysia Chan Peng Soon, Goh Liu Ying      | Kina Zhang Nan, Zhao Yunlei               |
| Tokyo 2020          | Kina Wang Yilyu, Huang Dongping          | Kina Zheng Siwei, Huang Yaqiong            | Japan Yuta Watanabe, Arisa Higashino      |
| Paris 2024          | Kina Zheng Siwei Huang Yaqiong           | Sydkorea Kim Won-ho Jeong Na-eun           | Japan Yuta Watanabe Arisa Higashino       |